# WEDNESDAY 〜LOVE SONG BEST OF YUTAKA OZAKI
『WEDNESDAY 〜LOVE SONG BEST OF YUTAKA OZAKI』（ウェンズデー - ラブ・ソング・ベスト・オブ・ユタカ・オザキ）は、日本のシンガーソングライターである尾崎豊の4作目のベスト・アルバム。
2008年4月16日にソニー・ミュージックレコーズよりリリースされた。ベスト・アルバムとしては『13/71 - THE BEST SELECTION』（1999年）からおよそ4年振り、その他のアルバムを含めるとCD-BOX『71/71』（2007年）以来およそ1年振りのリリースとなった。
尾崎の17回忌にあわせて制作された死後初となるリクエスト・ベスト・アルバムであり、ラブソング集となる本作はファンからのリクエストで人気の高かった楽曲が選曲されている。本作と同日にロック曲集となるベスト・アルバム『SATURDAY 〜ROCK'N'ROLL BEST OF YUTAKA OZAKI』がリリースされた。本作はオリコンアルバムチャートにおいて最高位第28位となった。

## リリース、チャート成績
本作は2008年4月16日にソニー・ミュージックレコーズからCDにてリリースされた。ボーナス・トラックとして、生前最期となった1991年10月30日の代々木オリンピックプール第一体育館公演における「シェリー」の音源が収録されている。
ボーナス・トラックである「シェリー」が披露された1991年10月30日が水曜日であったため、本作はタイトルに「WEDNESDAY」が使用されている。また、本作では尾崎のベスト・アルバムにおいて初めてソニー・ミュージック以外の他レーベルでリリースされたシングルおよびアルバムからも選曲されている。
本作はオリコンアルバムチャートにおいて最高位第28位の登場週数7回となり、売り上げ枚数は1.4万枚となった。

## 収録曲
| #         | タイトル                                                                       | 作詞・作曲 | 編曲      | 時間  |
| --------- | ------------------------------------------------------------------------------ | ---------- | --------- | ----- |
| 1.        | 「I LOVE YOU」                                                                 | 尾崎豊     | 西本明    | 4:19  |
| 2.        | 「OH MY LITTLE GIRL」                                                          | 尾崎豊     | 西本明    | 4:36  |
| 3.        | 「僕が僕であるために」(My Song)                                                | 尾崎豊     | 西本明    | 4:54  |
| 4.        | 「ダンスホール」(Dance Hall)                                                   | 尾崎豊     | 西本明    | 4:40  |
| 5.        | 「群衆の中の猫 」(Cat In The Crowd)                                            | 尾崎豊     | 町支寛二  | 4:54  |
| 6.        | 「シェリー」(Shelly)                                                           | 尾崎豊     | 西本明    | 5:47  |
| 7.        | 「Forget-me-not」                                                              | 尾崎豊     | 西本明    | 5:16  |
| 8.        | 「ドーナツ・ショップ」(Donuts Shop)                                            | 尾崎豊     | 西本明    | 5:42  |
| 9.        | 「街路樹」(Trees Lining A Street)                                              | 尾崎豊     | 樫原伸彦  | 6:23  |
| 10.       | 「街角の風の中」(Twlight Wind)                                                 | 尾崎豊     | 樫原伸彦  | 3:44  |
| 11.       | 「太陽の破片」                                                                 | 尾崎豊     | 本多俊之  | 7:00  |
| 12.       | 「虹」(Rainbow)                                                                | 尾崎豊     | 星勝      | 6:09  |
| 13.       | 「シェリー THE LAST LIVE AT YOYOGI OLYMPIC POOL ON OCTOBER 30TH 1991」(Shelly) | 尾崎豊     | 西本明    | 8:22  |
| 合計時間: | 合計時間:                                                                      | 合計時間:  | 合計時間: | 71:46 |

## 参加ミュージシャン
「シェリー (LIVE VERSION)」
- 『Yutaka Ozaki & THE BIRTH TOUR BAND』
  - 尾崎豊 – ボーカル、ギター
  - 西本明 – キーボード
  - 長田進 – ギター
  - 鈴川真樹 – ギター
  - 渡辺茂 – エレクトリックベース
  - 滝本季延 – ドラムス
  - 里村美和 – パーカッション
  - 関誠一郎 – サクソフォーン、キーボード
  - 岩本章子 – コーラス
  - 山根栄子 – コーラス

## チャート
| チャート         | 最高順位 | 登場週数 | 売上数  | 出典  |
| ---------------- | -------- | -------- | ------- | ----- |
| 日本（オリコン） | 28位     | 7回      | 1.4万枚 | [ 2 ] |

## リリース日一覧
| No. | リリース日    | レーベル                       | 規格         | カタログ番号 | 備考                   | 出典        |
| --- | ------------- | ------------------------------ | ------------ | ------------ | ---------------------- | ----------- |
| 1   | 2008年4月16日 | ソニー・ミュージックレコーズ   | CD           | SRCL-6761    |                        | [ 3 ] [ 1 ] |
| 2   | 2012年11月7日 | ソニー・ミュージックレーベルズ | AAC-LC       | -            | デジタル・ダウンロード | [ 4 ]       |
| 3   | 2012年11月7日 | ソニー・ミュージックレーベルズ | ロスレスFLAC | -            | デジタル・ダウンロード | [ 5 ]       |